# Pilocrocis grisealis
Pilocrocis grisealis là một loài bướm đêm trong họ Crambidae.